# 橋渡竜馬
橋渡 竜馬（はしど りゅうま、1994年〈平成6年〉9月12日 - ）は、日本の俳優、スタントマン。大阪府出身。所属事務所はイマジェネ。スタントマンとしては、B.O.S Action Unity所属。

## 来歴・人物
2015年、ジャパンアクションエンタープライズ養成所で1年間の研修を終え、約3年間スタントマン・アクション俳優として活動。
特技はアクション、殺陣、水泳、剣道。

## 出演

### テレビドラマ
- ドラマ10 コントレール〜罪と恋〜（2016年、NHK総合） - 塚田翔 役
- スーパー戦隊シリーズ（テレビ朝日系）
  - 動物戦隊ジュウオウジャー（2016年5月29日） - ヒロシ 役
  - ナンバーワン戦隊ゴジュウジャー（2025年5月4日） - 岩下 / ジュウオウイーグル 役[4][注 1]
- 花のち晴れ〜花男 Next Season〜 第1話（2018年4月17日、TBSテレビ系） - 不良 役
- 土曜時代ドラマ 赤ひげ2 最終話（2019年12月20日、NHK BSプレミアム） - 孝太 役
- 仮面ライダーシリーズ（テレビ朝日系）
  - 仮面ライダーゼロワン（2020年4月5日 - 8月30日） - 栄田 役
  - 仮面ライダーガッチャード（2024年4月21日・28日） - タソガレ / 仮面ライダーエターナル（ハンドレッド） 役[5][6][注 2]
- ドラマチューズ! ウイングマン（2024年10月23日 - 12月25日、テレビ東京系） - ウイングマン（スーツアクター） 役[6][7]、不良生徒 役（第1話）[8]
- SHOGUN’S NINJA-将軍乃忍者-（2025年3月21日、関西テレビ） - 柳生又十郎[9]
- DOPE 麻薬取締部特捜課 第2話・第6話（2025年7月11日・8月8日、TBS） - 吉岡隆太 役[10]
- ウルトラマンオメガ 第6話（2025年8月9日、テレビ東京） - カミヤユウタ 役

### 映画
- 東京喰種トーキョーグール（2017年7月29日、松竹）
- 仮面ライダーシリーズ（東映）
  - 劇場版 仮面ライダーゼロワン REAL×TIME（2020年12月18日） - 栄田 役
  - 仮面ライダー ビヨンド・ジェネレーションズ（2021年12月17日）
  - シン・仮面ライダー（2023年3月18日）
- るろうに剣心 最終章 the final（2021年4月23日、ワーナー・ブラザース映画） - 警官 役
- 燃えよ剣（2021年10月15日、東宝） - 立川主税 役
- 英雄傳（2025年5月23日公開予定、アルバトロス・フィルム） - 拳悟 役[11]

### オリジナルビデオ
- 仮面ライダーシリーズ
  - ゼロワン Others 仮面ライダーバルカン&バルキリー（2021年8月27日） - A.I.M.S.隊員 役
  - 仮面ライダーオーズ 10th 復活のコアメダル（2022年8月24日）
  - 仮面ライダー555 20th パラダイス・リゲインド（2024年） - スネークオルフェノク 役（スーツアクター）[12]
- スーパー戦隊シリーズ
  - 機界戦隊ゼンカイジャーVSキラメイジャーVSセンパイジャー（2022年） - キラメイレッド 役（スーツアクター）[13]
  - 爆竜戦隊アバレンジャー 20th 許されざるアバレ（2024年）
  - 王様戦隊キングオージャーVSキョウリュウジャー（2024年） - キョウリュウグレー 役（スーツアクター）[14]

### テレビ番組
- 子育てTV ハピクラ（2020年4月6日 - 、キッズステーション） - リューマ 役[15]

### 舞台
- メザイア〜鋼の章〜（2015年） - アンサンブル
- 刀剣乱舞〜トライアル公演（2015年） - アンサンブル
- 薄桜鬼〜新選組奇譚（2016年） - アンサンブル
- 刀剣乱舞〜阿津賀志山異聞（2016年） - アンサンブル
- 「進撃の巨人」-the Musical-（2023年） - Blade Attackersの一員[16]
  - ATTACK on TITAN: The Musical（2024年） - Blade Attackersの一員[17]
- 劇団丸組第八回公演 新山猫最終章（2023年） - 寅 役[18]

### 配信ドラマ
- スーパー戦隊シリーズ
  - 忍風戦隊ハリケンジャーwithドンブラザーズ（2022年12月25日、東映特撮ファンクラブ） - アウンジャ 役（スーツアクター）
  - 忍者戦隊カクレンジャー 第三部・中年奮闘編（2024年8月4日、東映特撮ファンクラブ） - ウィーゼル / カマイタチ 役[19]
  - 王様戦隊キングオージャー IN SPACE（2024年11月10日、東映特撮ファンクラブ） - キングレンジャー 役（スーツアクター）[14]
- ウイングマン（2024年10月16日[20][21] - 12月25日、DMM TV） - ウイングマン 役（スーツアクター）[7]、不良生徒 役（第1話）[8]
- 仮面ライダーアウトサイダーズ ep.7（2024年12月22日、東映特撮ファンクラブ） - 仮面ライダーサウザンドアーク 役（スーツアクター）[14]
- 仮面ライダーマジェード withガールズリミックス（2025年）